# José Torres Hurtado
José Torres Hurtado, né le 15 octobre 1946 à Píñar, est un homme politique espagnol membre du Parti populaire (PP).
Il est maire de Grenade entre 2003 et 2016.

## Biographie

### Une élection rapide aux Cortes
Après avoir suivi une formation en agronomie, il devient ingénieur technique agricole. En 1979, il est élu à la caisse rurale de Grenade.
À l'occasion des élections législatives anticipées du 28 octobre 1982, il est investi en deuxième position sur la liste de la coalition AP-PDP dans la province de Grenade. Élu au Congrès des députés, il siège au groupe populaire et à la commission de l'Agriculture, de l'Élevage et de la Pêche. Il en est désigné second vice-président en janvier 1986.
Pour les élections générales anticipées du 22 juin 1986, il est candidat à l'un des quatre sièges de sénateur de la province de Grenade, sous les couleurs de la Coalition populaire (CP). Il remporte un total de 97 231 suffrages, soit le quatrième meilleur résultat, et se trouve ainsi élu au Sénat.
À la chambre haute, il est membre de la commission de l'Agriculture et de la Pêche tout au long de son mandat, occupe le poste de second vice-président de la commission d'enquête sur les incendies de forêt entre octobre 1986 et juin 1988, siège à la commission bicamérale pour les Communautés européennes à partir de septembre 1987. Il ne se représente pas à l'issue de son mandat.

### Député au Parlement d'Andalousie
Il reste peu de temps en dehors du jeu parlementaire. Il est en effet élu député de la province de Grenade au Parlement d'Andalousie lors de l'élection régionale du 23 juin 1990. Pour ce premier mandat, il appartient à la commission de la Politique territoriale, à la commission de l'Agriculture, de l'Élevage et de la Pêche, et à la commission de la Coordination et de l'Organisation administrative.
Réélu lors de l'élection régionale du 12 juin 1994, il continue de participer à la commission de l'Agriculture, à la commission de la Coordination, et intègre la commission du Commerce, du Tourisme et des Transports. En juin 1995, il prend la présidence de la commission de suivi et de contrôle de l'entreprise publique Radio y Televisión de Andalucía (RTVA).
À la suite de l'élection régionale anticipée du 3 mars 1996, il est choisi pour présider la commission de l'Économie, des Finances et des Budgets, tout en siégeant à la commission de l'Agriculture.

### Délégué du gouvernement
Le 17 mai 1996, le conseil des ministres nomme José Torres Hurtado délégué du gouvernement en Andalousie. Il prend ses fonctions cinq jours plus tard, et explique à cette occasion que le ministre de l'Intérieur Jaime Mayor Oreja, le ministre de la Défense Eduardo Serra et lui-même avaient, le 20 mai, échappé à un attentat à la voiture piégée orchestré par l'ETA. Après la nouvelle victoire du Parti populaire aux élections législatives du 12 mars 2000, il est confirmé dans ses fonctions.

### Maire de Grenade
Au cours de l'été 2002, le secrétaire général du PP Javier Arenas, figure du parti en Andalousie, tranche en sa faveur et le désigne tête de liste pour les élections municipales du 25 mai 2003 à Grenade. Il est donc relevé de ses fonctions le 7 septembre suivant, au profit de Juan Ignacio Zoido.
Le jour de l'élection, sa liste réalise un score de 58 985 voix, soit 48,08 % des suffrages exprimés et 14 conseillers municipaux sur 27. En conséquence, le 14 juin suivant, il est investi maire de la ville. Candidat à sa succession le 27 mai 2007, il totalise 60 310 suffrages, ce qui équivaut à 53,33 % et 16 élus. Le scrutin du 22 mai 2011 confirme la domination du Parti populaire, qui engrange 60 519 voix en sa faveur, soit 51,87 % des exprimés et toujours 16 sièges sur 27 au conseil municipal.
Il est admis en soins intensifs le 10 juin 2014, après avoir été victime d'un infarctus cérébral, ce qui demandera une longue période de convalescence et rééducation. Son premier adjoint Juan Antonio Mérida exerce alors l'intérim jusqu'à son retour, le 29 août suivant.
À l'occasion des élections municipales du 24 mai 2015, le Parti populaire, dont il mène la liste, perd sa majorité absolue avec 36 % des suffrages exprimés et 11 conseillers sur 27 au sein de l'assemblée. Six jours plus tard, le parti de centre droit Ciudadanos, qui compte quatre élus, accepte de soutenir le PP, à condition que Torres Hurtado se retire pour favoriser le renouvellement. Après que ce veto a été levé, José Torres Hurtado est investi le 12 juin 2015 maire de Grenade pour un quatrième mandat : il obtient en effet 11 voix, autant que le socialiste Francisco Cuenca, mais représente la liste ayant reçu le plus de voix.
Il est placé en garde à vue quelques heures le 13 avril 2016 par l'unité de la délinquance économique et financière (UDEF), soupçonné d'avoir commis les délits de subornation, fraude contractuelle, association illicite, prévarication, trafic d'influence, malversation de deniers publics, escroquerie, faux en écriture commerciale et administration déloyale, à la suite de deux plaintes concernant des constructions d'équipements privés destinés au public. En conséquence, Ciudadanos annonce être prêt pour déposer une motion de censure et prend contact avec les autres formations politiques du conseil municipal et le Parti populaire le suspend de ses droits militants.

### Démission
Après que le PP lui a laissé jusqu'au 12 mai, date de son audition devant le juge, pour remettre sa démission, le porte-parole de Ciudadanos, Luis Salvador, annonce le 18 avril qu'il rompt avec les conservateurs et se dit prêt à soutenir une motion de censure pour former un exécutif « libéré de l'ombre de la corruption », tout en précisant qu'il n'appuiera pas la constitution d'une équipe municipale à laquelle participerait Vamos Granada, proche de Podemos, qui explique ne pas avoir cette intention.
Il annonce finalement sa démission quelques heures plus tard, mais Ciudadanos confirme sa volonté d'engager un changement d'exécutif. Le conseiller à la Culture et aux Sports Juan García Montero sera donc chargé de l'intérim de la mairie. Son départ est officialisé le 25 avril lors d'une session extraordinaire du conseil municipal, à la suite duquel le PP annonce qu'il propose à sa succession la conseillère au Tourisme Rocío Díaz tandis que toute l'opposition proclame son soutien au socialiste Francisco Cuenca.